# Metachrostis amanica
Metachrostis amanica là một loài bướm đêm trong họ Erebidae.